# ГЕС Vajiralongkorn (Khao Laem)
ГЕС Vajiralongkorn (Khao Laem) – гідроелектростанція на заході Таїланду неподалік від кордону з М’янмою. Використовує ресурс із річки Khwae Noi, яка дренує східний схил хребта Bilauktaung та є правим витоком Mae Klong (впадає до північної частини Сіамської затоки).
В межах проекту річку перекрили кам’яно-накидною греблею з бетонним облицюванням висотою 92 метри, довжиною 1019 метрів та шириною по гребеню 10 метрів, яка потребувала 8,1 млн м3 матеріалу. Вона утримує водосховище з площею поверхні 388 км2 та об’ємом 8860 млн м3, в якому припустиме коливання рівня поверхні у операційному режимі між позначками 135 та 160,5 метра НРМ.
У пригреблевому машинному залі розташовані три турбіни типу Френсіс потужністю по 100 МВт, які при напорі від 57 до 72 метрів забезпечують виробництво 760 млн кВт-год електроенергії на рік.